# Győrság
Győrság is een plaats (község) en gemeente in het Hongaarse comitaat Győr-Moson-Sopron. Győrság telt 1489 inwoners (2001).